# BMW K 1200 S
BMW K 1200 S je sportovně cestovní motocykl, vyvinutý firmou BMW, vyráběný v letech 2005–2009. Jeho nástupcem se stal model BMW K 1300 S. Motor je řadový čtyřválec chlazený kapalinou. Zadní kolo je letmo uložené.

## Technické parametry

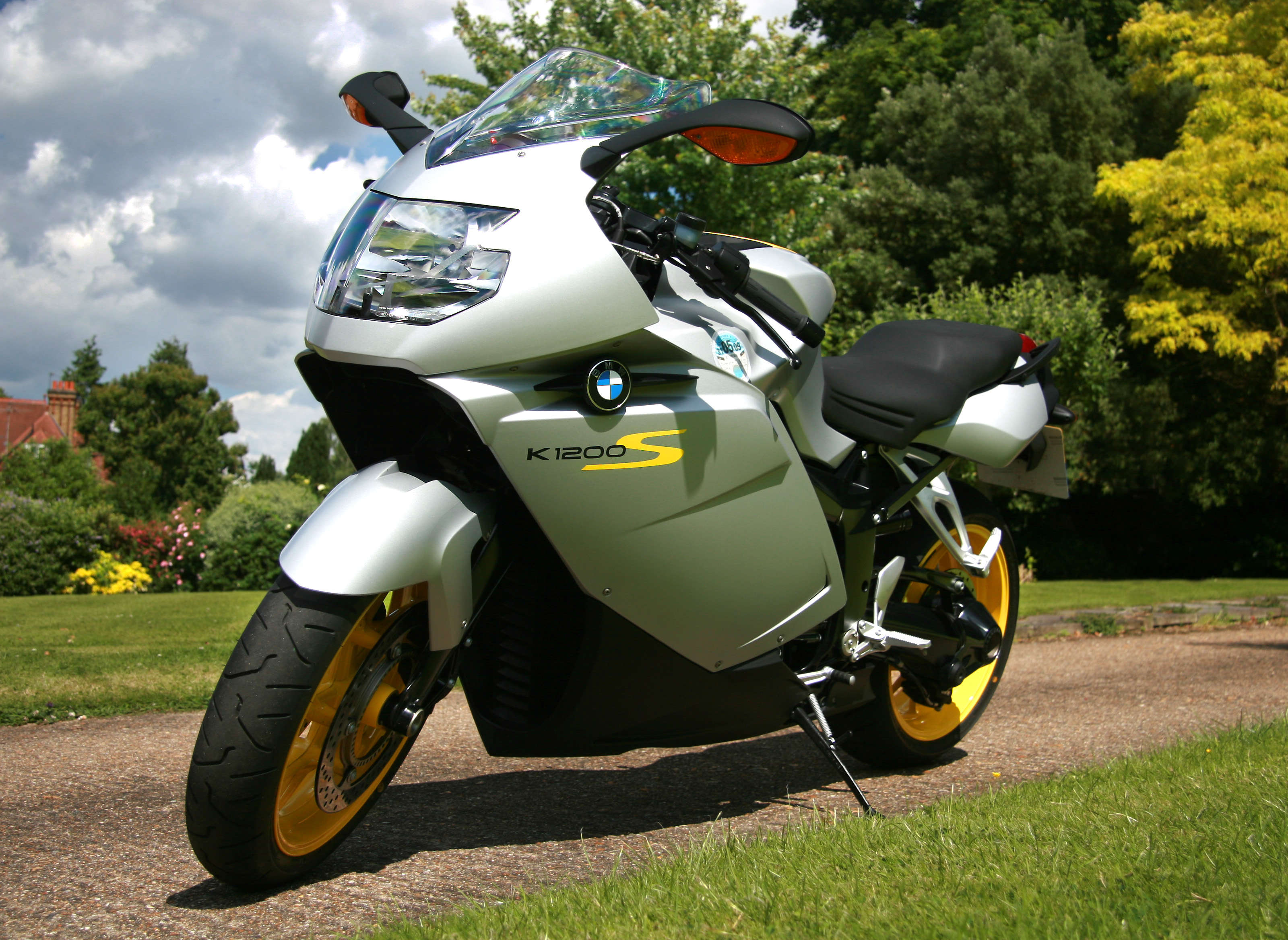
BMW K 1200 S

- Rám: páteřový z lehkých slitin
- Suchá hmotnost: 226 kg
- Pohotovostní hmotnost: 248 kg
- Maximální rychlost: 280 km/h
- Spotřeba paliva: 4,7 l/100 km